# Raphaël Albert-Lambert
Raphaël Albert-Lambert, född 31 december 1865 i Rouen, död 1 mars 1941, var en fransk skådespelare.
Albert-Lambert genomgick konservatoriet i Paris, debuterade 1883 på Odéon och blev 1885 anställd vid Théâtre français, från 1891 som societär. Albert-Lambert har med glödade temperament i traditionell stil och strängt skolad form efter Mounet-Sully axlat de klassiska och romantiska hjältarnas mantel. Albert-Lamberts repertoar omfattar huvudsakligen Pierre Corneille, Jean Racine och Victor Hugo. Bland hans främsta roller märks Ruy Blas, Henani och Hamlet.